# 자유로부터의 도피
《자유로부터의 도피》(Escape from Freedom)는 에리히 프롬이 1941년 출판한 책이다. 첫째는 나치즘의 이상심리(異常心理)에 대한 분석, 또는 나치즘 성립과정의 사회심리학적 분석이라는 점에서, 둘째는 사회적 성격이라는 새로운 개념을 탄생시켰다는 점에서 특색을 갖고 있다. 전체적으로 보면 사회경제적 분석은 마르크스에 의거하고 사회구조적 분석은 막스 베버에 의거하며, 다시 여기에 프로이트의 방법을 가해서 분석을 한다.
프롬에 의하면 나치즘 성립에 중요한 역할을 한 것은 중산계급이며, 중산계급이 사회경제적으로는 프롤레타리아화의 길을 걸으면서 정치적으로는 나치즘에 흡수되어 나치즘을 지탱하게 된 과정에 주목하고, 이러한 사태를 발생시킨 요인인 중산계급의 사회적 성격이 사회구조상으로 보아 역사적으로 형성된 것임을 밝히려고 노력하였다.  

## 같이 보기
- 비판 이론

## 참고 문헌
- 이 문서에는 다음커뮤니케이션(현 카카오)에서 GFDL 또는 CC-SA 라이선스로 배포한 글로벌 세계대백과사전의 내용을 기초로 작성된 글이 포함되어 있습니다.